# الزهيرات
قرية الزهيرات هي إحدى قرى محافظة [[محافظة ديالى، تبعد 30 کم شمال شرق مدينة بعقوبة، تتبع اداريا قضاء المقدادية، نشأت في القرن السابع عشر الميلادي، وقوعها على ضفاف نهر ديالى العذب ومرور نهر خريسان منها جعل اراضيها تمتاز بالخصوبة اغلب سكانها فلاحين يحترفون زراعة الحمضيات والنخيل وبعض فواكه الصيف. تضم قرية الزهيرات عدة مناطق منها الجرف والجلعة والهوزة والمنثر والجادة والمزرعة. تعرضت في أعوام 1954و 1978 و1988 و1998 إلى فيضان نهر ديالى حيث تسبب بإحداث بعض الاضرار في الممتلكات الخاصة. بعد عام 2003 وما جرى من انهيار امني تبعه اقتتال طائفي،وان اغلب سكان هذه القرية هم من الشيعة(الشيخية) حافظت هذه القرية على أمنها وسلمها الاهلي ونسيجها الاجتماعي رغم ما ماجرى من احتراب طائفي حول محيطها الجغرافي 

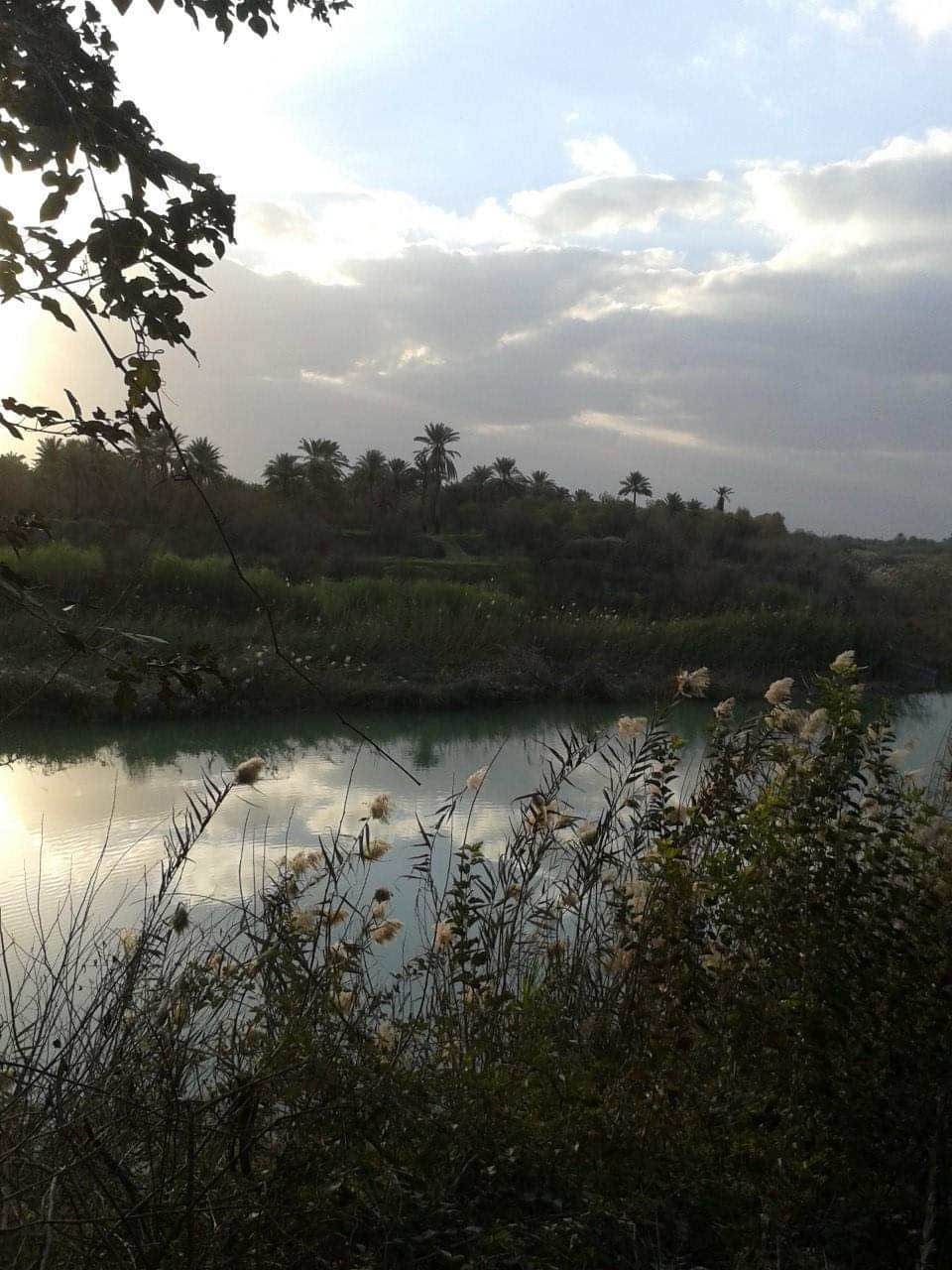
نهر ديالى عند قرية الزهيرات

## السكان
تعداد سكانها (حسب التعداد الاخير) يبلغ 14500 نسمة .

## اصل التسمية
ذكر العلامة الدكتور مصطفى جواد ان اصل تسميتها يعود إلى كثرة الزهور فيها.